# Uronato deidrogenasi
La uronato deidrogenasi è un enzima appartenente alla classe delle ossidoreduttasi, che catalizza la seguente reazione:
D-galatturonato + NAD+ + H2O ⇄ D-galattarato + NADH + H+
Agisce anche sul  D-glucuronato.